# Jean-Pierre Marongiu
Pour les articles homonymes, voir Marongiu.
Jean-Pierre Marongiu, né le 24 mars 1957 à Tunis en Tunisie et mort le 13 juin 2023 à Vantoux, est un ingénieur, entrepreneur, conférencier et écrivain français.
Installé au Qatar, il connaît des déboires judiciaires et se retrouve emprisonné près de cinq ans dans ce pays. Revenu en France, il écrit plusieurs ouvrages sur ses déboires dans ce pays et sur les conditions de son incarcération.

## Biographie
Ingénieur des arts et métiers à Aix-en-Provence[réf. nécessaire], Jean-Pierre Marongiu a commencé sa carrière en qualité de responsable du contrôle de la qualité sur un chantier au Panama pour le compte d’une entreprise marseillaise les Ateliers et chantiers de Marseille, avant de continuer dans ce domaine sur le projet du pipeline transpanaméen entre Chiriqui Grande et Charco Azul au Costa Rica. Par la suite, Il a participé à plusieurs projets de construction de plateformes offshore à Marseille, avant d’être de nouveau appelé à travailler à l’étranger sur des projets en Asie, en Afrique, en Amérique du Sud et en mer du Nord.
En 2001, installé à Luanda en Angola, il fonde une entreprise spécialisée dans les secteurs de l’énergie et du génie civil. Après quelques années, il développe des filiales à Bangkok et à Kuala Lumpur. En 2005, voulant profiter de l'économie florissante de l'émirat du Qatar, il investit, avec un partenaire local, dans une société de formation au management, Pro & Sys. Son partenaire qatarien devient détenteur de 51 % du capital (comme le veut la loi locale, la « Kafala »). En 2008, il est élu président de l’Union des Français à l’étranger (UFE) au Qatar pour un mandat de cinq ans,.
Jean-Pierre Marongiu a par la suite été piégé par son partenaire qatarien, qui réclamait la totalité des parts de son entreprise, sans compensation financière. Il perd tout et tente de quitter l'émirat clandestinement. Arrêté au Bahrein, il est remis aux autorités qatariennes et incarcéré sans procès,,. Il y passe plus de 1 744 jours. Pendant son incarcération, il lance plusieurs appels à l'aide, via son avocat et sa famille, et demande l'aide de la France,,,.
Le 5 juillet 2018, gracié par l'Émir, il est libéré et peut rentrer en France. Depuis, Jean-Pierre Marongiu consacre son énergie à se reconstruire et à témoigner : il écrit plusieurs ouvrages sur ses déboires et sur les conditions de son incarcération, qui a duré près de cinq ans,.
Jean-Pierre Marongiu meurt le 13 juin 2023 à Vantoux près de Metz, à l'âge de 66 ans.

## Publications
- Le Châtiment des élites, éditions Les Nouveaux Auteurs, 2011.
- Qaptif, éditions Les Nouveaux Auteurs, 2013.
- Le vent ne change jamais de direction… Ce sont les hommes qui lui tournent le dos, éditions Les Nouveaux Auteurs, 2013.
- InQarcéré, éditions Les Nouveaux Auteurs, 2019[10].
- Aussi noire que soit ma nuit, je reviendrai vers toi, éditions Les Nouveaux Auteurs, 2020[12].
- Même à terre, restez debout !, éditions Les Nouveaux Auteurs, 2020.
- Le hasard n'existe pas, il s'écrit, Écho Éditions, 2022